# Артёменко, Виктор Семёнович
Виктор Семенович Артеменко (род. 15 апреля 1934, Нежиловичи, Киевская область) — бригадир комплексной монтажной бригады. Лауреат Государственной премии СССР (1975). Заслуженный строитель УССР (1968), Заслуженный строитель Монгольской Народной республики (1986), Заслуженный наставник молодёжи УССР (1983).

## Биография
Родился 15 апреля 1934 года в селе Нежиловичи в крестьянской семье.
Окончил среднюю школу в родном селе в 1950 году. Два года работал в колхозе. В 1953 году был призван в армию. После демобилизации стал работать строителем.

## Деятельность
Лауреат Государственной премии УССР (1975), которая была ему присуждена за внедрение метода Злобина (бригадный подряд).

## Награды
- дважды орден Ленина;
- орден Трудового Красного Знамени;
- медали;
- Государственная премия СССР (1975);
- Заслуженный строитель УССР.